# ファンタスティック・ビーストシリーズの魔法動物一覧
- ハリー・ポッターシリーズ > ハリー・ポッターシリーズの用語一覧 > ハリー・ポッターシリーズの魔法生物一覧 > ファンタスティック・ビーストシリーズの魔法動物一覧
  - 魔法ワールド > ファンタスティック・ビーストシリーズ > ファンタスティック・ビーストシリーズの魔法動物一覧

ファンタスティック・ビーストシリーズの魔法動物一覧（ファンタスティック・ビーストシリーズのまほうどうぶついちらん）では、『ハリー ・ポッター』シリーズのスピンオフ作品『ファンタスティック・ビースト』シリーズに登場する架空の動物について述べる。

## 魔法動物の定義
動物とは「動物」、「存在」、「霊魂」の分類のひとつで「魔法社会の法律を理解するに足る知性を持ち、立法に関わる責任の一端を担うことが出来る」という「ヒトたる存在」の条件を満たさない生物のことである。

## 魔法省分類
魔法省の魔法生物規制管理部（まほうせいぶつきせいかんりぶ）は魔法動物の危険度を次のように五段階分類している。
| xxxxx | 魔法使い殺しとして知られる 訓練することも飼い慣らすことも出来ない |
| xxxx  | 危険 専門知識が必要 専門魔法使いなら扱い可能                      |
| xxx   | 有能な魔法使いのみが対処すべし                                    |
| xx    | 無害 飼い慣らすことが出来る                                       |
| x     | つまらない                                                        |

## 登場生物

### ファンタスティック・ビーストと魔法使いの旅
出典 - 
アッシュワインダー（ASHWINDER）

M.O.M分類 - XXX
真っ赤に輝く目をもつ、薄い灰色の細い蛇。誰も見ていないとき火の燃えさしから伸び上がり、薄暗い場所に這う。這ったところは灰だらけになる。1時間しか生きられず、そのあいだに目立たないところに卵を産み付け、崩れて塵になる。卵は見つけてから数分以内に凍らせないと住居を燃やす。凍らせられた卵は愛の妙薬の原料としてたいへん価値がある。また、まるごと食べると熱冷ましにもなる。作中ではニュート・スキャマンダーがナーラクとの取り引きでアッシュワインダーの冷凍卵を渡す。
ビリーウィグ（BILLYWIG）
M.O.M分類 - XXX
オーストラリア原産の昆虫で全長1.5センチメートルほど、体の色はサファイアブルー。猛スピードで飛ぶため気付かれにくい。胴体の一番下にある針に刺されるとめまいがして空中に浮く。刺され過ぎると何日も浮かんだままに、アレルギー反応がひどい場合は永久に浮かび続ける。針を乾燥させたものは魔法薬に使われ、魔法界で人気の菓子、フィフィ・フィズビーの材料になる。作中ではニュートの検知不可能拡大呪文で広げたトランクのなかから逃げる。
ボウトラックル（BOWTRUCKLE）

M.O.M分類 - XX
木を守る生物であり、英国西部や独国南部、スカンジナビアの一部の森に生息している。小さく、樹皮と小枝で出来ており、小さな茶色の目がふたつある。見つけるのはきわめて困難。食料とするのはおもに昆虫である。みずからが住む木に危険が迫ると、危害を加えようとする者の目玉をほじくるとされている。非常に内気。作中でニュートはピケット、タイタス、フィン、ポピー、マーロウ、トムという名前のボウトラックルを保護する。
デミガイズ（DEMIGUISE）
M.O.M分類 - XXXX
極東地域でよく見られる。透明になれるため捕獲するのはきわめて困難。穏やかな性格をした草食動物であり、優美な猿のような姿をしている。デミガイズの絹のような銀色の毛皮は織ると透明マントになる。作中ではドゥーガルと命名され、ニュートのトランクのなかで暮らす。またノー・マジ（マグル）のジェイコブ・コワルスキーのことを気に入る。オカミーの世話もする。
ディリコール（DIRICAWL）

M.O.M分類 - XX
モーリシャス原産の丸くふわふわとした飛べない鳥。瞬間移動ができる。マグル界では「ドードー鳥」と呼ばれている。作中ではニュートのトランクのなかで暮らす。
ドクシー（DOXY）

M.O.M分類 - XXX
噛みつき妖精として知られている。人のミニチュア版のような姿。腕と脚がそれぞれ4本あり、羽が生えている。作中ではニュートのトランクのなかで暮らす。
エルンペント（ERUMPENT）

M.O.M分類 - XXXX
大型で灰色、体重は1トンにもなる。ほとんどの呪詛を跳ね除け、一度に一頭しか産まれない。エルンペントの角は全てのものを貫くことができ、毒液も持っており注入されると爆発する。交尾の季節になると雄同士で破裂させ合うため、生息数が少ない。角と毒液は魔法薬で使われるが危険物、厳重管理品目に指定されている。作中ではニュートのトランクから逃げ出し、セントラル・パークで発見、捕獲される。
フウーパー（FWOOPER）
M.O.M分類 - XXX
カラフルな羽毛のアフリカ産の鳥。卵も色とりどりのものを産む。フウーパーの歌声は少し聴くなら問題ないが、長時間聴くと正気を失う。そのため、フウーパーは呪文をかけられた状態で販売される。飼い主には許可証が必要。作中ではニュートのトランクのなかで暮らす。
グラップホーン（GRAPHORN）
M.O.M分類 - XXXX
ヨーロッパの山岳地帯に生息している。大型で灰色っぽい紫色で背中に、こぶがひとつと長くて鋭い角が2本、ぬるぬるとした触手がある。攻撃的。角を粉末状にしたものは魔法薬で使われるが高価。ほとんどの呪詛を跳ね除ける。作中ではグ、ラップホーンの親子がニュートのトランクのなかで暮らす。
グリンデロー（GRINDYLOW）

M.O.M分類 - XX
水の中で暮らす薄緑色の魔物。角がある。餌は小魚で攻撃的。水中人が飼い慣らしている。長くもろい指を持つ。作中ではニュートのトランクのなかで暮らす。
ムーンカーフ（MOONCALF）
M.O.M分類 - XX
内気な性格で満月のときのみ隠れ穴から出てくる。胴体は薄い灰色で丸い目をしている。誰も見ていないところで複雑なダンスをする。世界中に生息している。作中ではニュートのトランクのなかで暮らし、ジェイコブに可愛がられる。
マートラップ（MURTLAP）

M.O.M分類 - XXX
ネズミのような生き物で、英国の海岸地域に生息する。背中からイソギンチャクのようなものを生やしている。甲殻類を餌としている。また自分を踏み付けてくる者の足も食べる。噛みつかれると体調不良を引き起こし、48時間ほど続く。作中ではニュートのトランクのなかから逃げ出し、ジェイコブに噛みつく。
ニフラー（NIFFLER）

M.O.M分類 - XXX
モグラとカモノハシを掛け合わせたような、ふわふわした黒い生き物。光るものを好む。巣は最深地下6メートルに及び、一度に6 - 8匹の子を産む。作中ではニュートのトランクから逃げ出し、銀行の金庫内を荒らす。ニューヨークの宝石店で捕獲される。
ヌンドゥ（NUNDU）
M.O.M分類 - XXXXX
東部アフリカに生息する。巨大なヒョウで音を立てずに動く。ヌンドゥが吐く息は激烈な病をもたらす。作中では、ニュートのトランクの中で暮らす。
オカミー（OCCAMY）
M.O.M分類 - XXXX
極東、インドに生息する。羽があり、胴体は蛇。大きくなったり小さくなったりする。卵は柔らかく、純銀でよくハンターに狙われる。卵を守るため近づくものには攻撃的。作中ではニュートのトランクの中で暮らし、1匹逃げ出すが捕獲される。物語の終盤で、ニュートがノー・マジのジェイコブにパン屋を開くための担保としてオカミーの卵の殻を贈る。
スウーピングイーヴル（SWOOPING EVIL）
M.O.M分類 - 不明
青と緑の翼があり、飛ばないときは繭の状態になる。分泌される毒液は薄めると、悪い思い出を消す効果がある。作中ではニュートが死刑執行室でポーペンティナ・ゴールドスタイン（ティナ）を救出する際に活躍する。物語終盤でニューヨーク市民の記憶を消すために、毒液を薄めたものが使用される。
サンダーバード（THUNDERBIRD）
M.O.M分類 - XXXX
米国アリゾナ州で暮らす巨大な鳥類。イルヴァーモーニー魔法魔術学校の寮の名前にもなっている。気候操作ができ、嵐を起こす際には羽毛が色を変える。警戒心が強い。サンダーバードの尾羽根は杖の芯に使われる。作中ではニュートがフランクと名付けたサンダーバードを保護し、物語終盤で故郷へ返す。

### ファンタスティック・ビーストと黒い魔法使いの誕生
出典 - 
オーグリー（AUGUREY）

M.O.M分類 - XX
英国およびアイルランド原産で、北欧でも見られる。鋭いかぎ爪とくちばしがあり、フクロウに似ている。尾羽は深緑色で緑色の羽と紫の羽が混じっている。鳴き声はもうすぐ死ぬことを意味していると思われていたが、実際は雨が降ることを意味する。作中ではニュートの住居にある地下室で暮らす。
ボガート（BOGGART）

M.O.M.分類 - 不明
まね妖怪ボガートとして知られる。見た者にとってもっとも恐ろしいものに姿を変える形態模写妖怪。「リディクラス」という呪文で撃退でき、複数人で対処することでボガートを混乱させられる。作中では学生時代のニュート、リタ・レストレンジなどが出席していた授業に登場する。ニュートは机と大量に積まれた書類に、リタは海へ沈む幼い弟の姿になる。
ボウトラックル（BOWTRUCKLE）
種としての詳細は上述。作中ではニュートが保護しているボウトラックルの1匹ピケットを、コートのポケットに入れる。またユスフ・カーマによって閉じ込められたときにピケットが鍵を開け、脱出に成功する。
チュパカブラ（CHUPACABRA）
M.O.M.分類 - 不明
6本足で針を持つ吸血動物。鋭い歯もあり、顔からとげが生えている。作中ではゲラート・グリンデルバルドが逃亡する際に、アントニオと名付けたチュパカブラが魔法省の者を襲う。だが、そのすぐあとグリンデルバルドがアントニオを海に落とす。
ファイアードレイク（FIREDRAKE）
M.O.M.分類 - 不明
小さなドラゴンのような生き物。尻尾の先から火花を散らす。燃えるものはなんでも燃やす。作中では摩訶不思議サーカスで飼われていたが、クリーデンス・ベアボーンがナギニと逃亡するために解放する。
ヒンキーパンク（HINKYPUNK）

M.O.M.分類 - 不明
おいでおいで妖精として知られる。追跡呪文を妨害するのに役にたち、煙のような一本足の生き物。悪戯好き。作中ではニュートがパリに行く際、ランタンに入れる。
河童（KAPPA）

M.O.M.分類 - XXXX
日本の水魔で、魚のうろこで覆われ、猿に似ている。人の血を吸う。作中では、摩訶不思議サーカスで飼われている。
ケルピー（KELPIE）

M.O.M.分類 - XXXX
英国、アイルランドの水魔。水中では、長い海藻が生えた馬のような姿でカモフラージュしている。手懐けるのは難しいが扱い方を知っていればケルピーに乗り、水中を高速移動できる。作中ではニュートの住居の地下室で暮らしており、ニュートはケルピーを乗りこなす。また、ケルピーに軟膏を塗ろうとしたバンティは指を噛まれる。
ルークロッタ（LEUCROTTA）
M.O.M.分類 - 不明
トナカイに似ているがもっとがっしりとしている。巨大で口も大きい。作中ではニュートの住居の地下室で暮らす。
グリフィン（Griffin）
M.O.M.分類 - XXXX
『ファンタスティック・ビーストと黒い魔法使いの誕生〈映画オリジナル脚本版〉』に登場。ニュートの住居の地下室で暮らし、嘴の治療を受けている。
マタゴ（MATAGOT）
M.O.M.分類 - 不明
ネコ科の生き物のような外見で、目はサファイアのようなブルー、肌は黒。毛がない猫に似ている。攻撃すると数が増える。作中ではフランス魔法省の警備をする。マグルの世界に入ると、子猫の姿になる。ニュート、ティナ、リタがマタゴに襲われるが、逃げ切ることに成功する。
ムーンカーフ（MOONCALF）
種としての詳細は上述。作中ではニュートの住居の地下室で暮らす。
ニフラー（NIFFLER）
種としての詳細は上述。作中ではベビー・ニフラーも登場し、ニュートがパリに行く際にトランクに入れて連れていく。また、物語終盤でグリンデルバルドの血の誓いのペンダントを盗むことに成功する。
ベビー・ニフラー（BABY NIFFLERS）
M.O.M分類 - XXX
ニフラーの赤ちゃん。毛の色はさまざまで光るものを好み、悪戯好き。作中ではニュートがパリに行く際に、トランクに入れて連れていく。ニュートの手伝いをしているバンディを困らせる。
鬼（ONI）
M.O.M分類 - 不明
猪のような牙と角があり、腹が膨らんでいる日本の生き物。作中では、摩訶不思議サーカスで飼われている。
セストラル（THESTRAL）

M.O.M分類 - XXXX
骨張った羽の生えた、馬に似たところのある黒い動物。死を見たことのある人にしか見えないため、不吉な生き物だと思われている。大人しい。作中では、グリンデルバルドを欧州へ連行する際に馬車を引く。
ズーウー（ZOUWU）
M.O.M分類 - 不明
中国原産。象なみの大きさの猫のような動物で赤、オレンジ色などを混ぜたカラフルな長い尻尾がある。猫じゃらしで懐く。1日でおよそ1600キロメートルを移動できる。作中では摩訶不思議サーカスで飼われていたが脱走し、ニュートによって保護される。